# Jan Skřipka
Jan Skřipka (13. ledna 1895 Horní Lideč – 13. ledna 1957 Věznice Mírov) byl český zemědělec odsouzený v politickém procesu k trestu odnětí svobody v délce patnácti let.

## Životopis
Narodil se 13. ledna 1895 v obci Horní Lideč na Vsetínsku. Jeho rodiče vlastnili rodinné hospodářství, o které se pomáhal starat. Byl kmotrem velitele odbojové skupiny Světlana Rudolfa Lenharda. S manželkou Annou se mu narodili synové Ladislav a Jaroslav a dcera Růžena.
Během první světové války bojoval na italské frontě. Během druhé světové války podporoval partyzány. Po konci války vstoupil do Československé strany lidové. Po komunistickém převratu pomáhal od podzimu 1948 členům, nyní protikomunistické, odbojové skupiny Světlana. Zároveň odmítal vstoupit do JZD. Někteří z nich se přitom, za Skřipkova plného vědomí, vyhýbali zatčení Státní bezpečností. Do března 1949 jim poskytoval úkryt a zajišťoval potraviny. Zatčen byl zřejmě v červnu 1949 (některé zdroje uvádějí již březen 1949). Převezen byl do věznice v Uherském Hradišti. Režimem byl označen za „vesnického boháče, ostře zaměřeného proti lidově demokratickému zřízení.“ V dubnu 1950 byl Státním soudem v Praze odsouzen k trestu odnětí svobody v délce trvání 15 let, propadnutí majetku, ztrátě občanských práv na dobu 10 let a peněžitému trestu ve výši 40 000 Kčs. Po odvolání potvrdil v červnu 1950 rozsudek i Nejvyšší soud.
Trest odnětí svobody si odpykával od roku 1953 ve Věznici Mírov, předtím byl v pracovních táborech a kamenných věznicích v Kunovicích, Opavě a Ostravě. V červenci 1953 mu byla zamítnuta žádost o milost a v lednu 1957 žádost o podmíněné propuštění. O několik dní později zemřel, v den svých 62. narozenin, na infarkt. Úřady poté urnu s popelem rodině nikdy nevydaly a zakázaly jí účast na jeho pohřbu. V únoru 1957 byla rodina informována o tom, že má být podmínečně propuštěn, přestože o měsíc dříve zemřel. V dubnu 1957 bylo o podmínečném propuštění zahájeno řízení. Teprve v květnu 1957 oznámil Krajský soud v Olomouci úmrtí odsouzeného, čímž bylo řízení zastaveno.

## Hrob
V roce 1965 byla urna s jeho ostatky tajně pohřbena do společného hrobu na Motolském hřbitově. Zde bylo 20. května 2000 slavnostně otevřeno a vysvěceno Čestné pohřebiště politických vězňů. Jméno Jana Skřipky je uvedeno na jedné (umístěné vpravo) ze dvou šedých mramorových desek instalovaných v roce 2012.

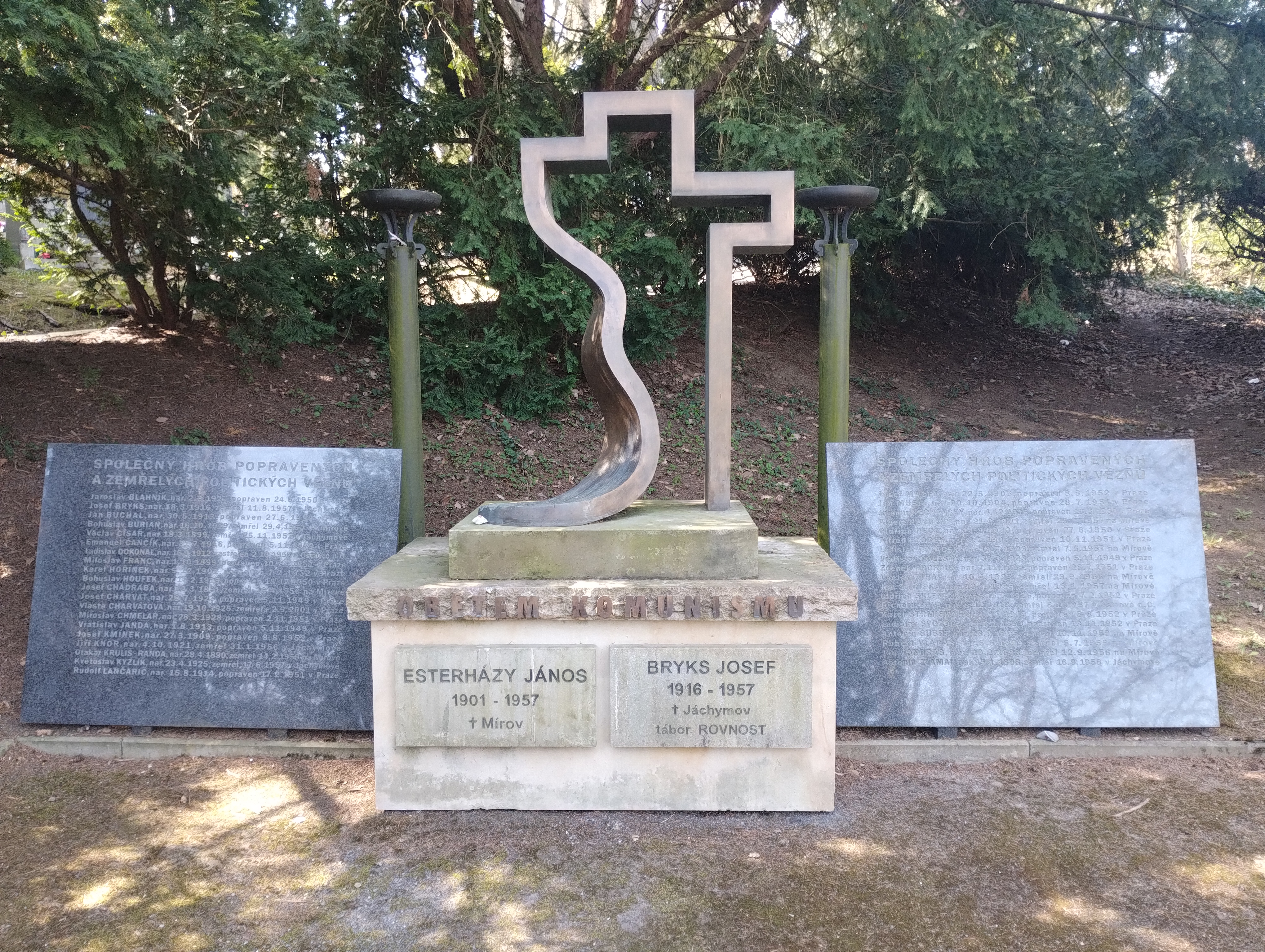
Památník na Čestném pohřebišti politických vězňů, Motolský hřbitov
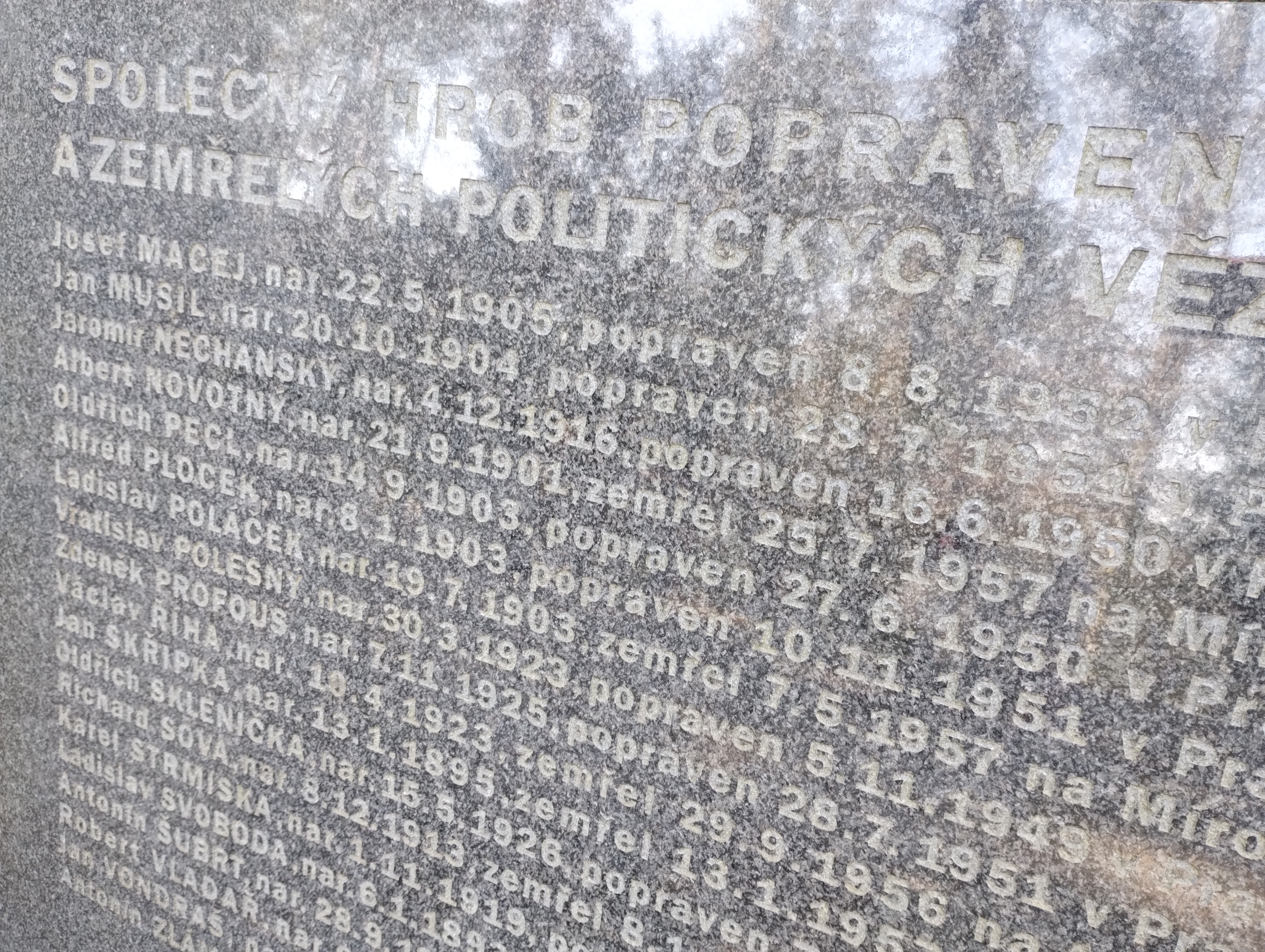
Památník na Čestném pohřebišti politických vězňů, deska vpravo se jménem J. Skřipky, Motolský hřbitov
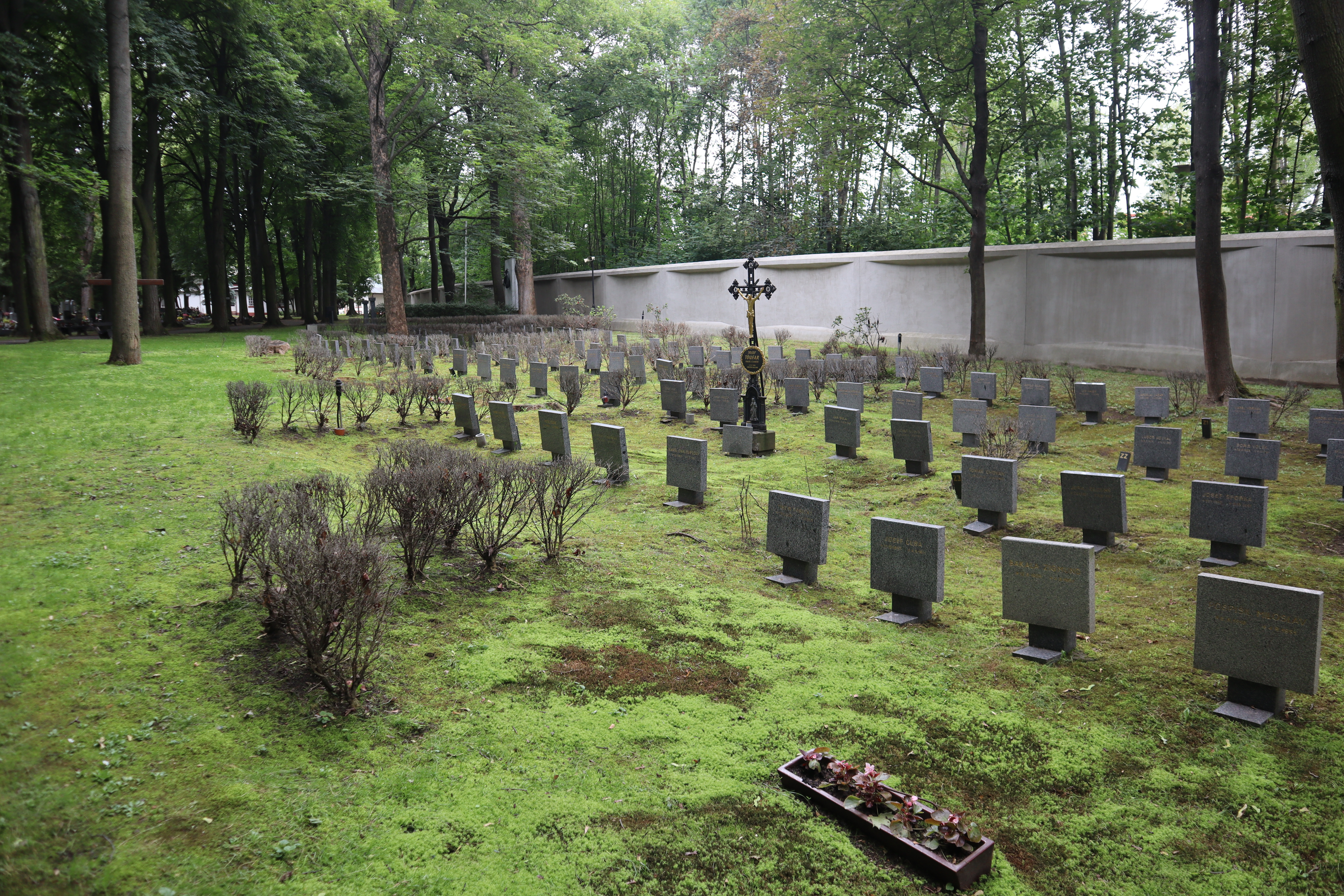
Čestné pohřebiště popravených a umučených z 50. let (III. odboj) na Ďáblickém hřbitově

## Rehabilitace
Po sametové revoluci byl v roce 1990 rehabilitován, teprve v roce 2015 byl rodině navrácen veškerý majetek.

## Připomínky
- V červenci 2022 byla v rámci projektu Poslední adresa na jeho rodném domě v Horní Lidči umístěna pamětní deska.[10][11]